# Zelimkhan Khadjiev
Zelimkhan Khadjiev (Chasavjurtovskij rajon, 20 maggio 1994) è un lottatore francese, specializzato nella lotta libera.

## Biografia
È nato nel Daghestan in Russia.
Ha rappresentato la Francia ai Giochi olimpici di Rio de Janeiro 2016.
Ai campionati europei di Kaspijsk 2018 ha vinto la medaglia d'argento nella categoria 74 chilogrammi, perdendo in finale contro il lottatore turco Soner Demirtaş.
Agli europei di Bucarest 2019 si è aggiudicato la medaglia d'argento nei 74 chilogrammi, perdendo in finale contro il lottatore italiano Frank Chamizo.
Ai mondiali di Nur-Sultan 2019, dove si era classificato terzo, è stato squalificato per essere risultato positivo ad un controllo antidoping. Gli è quindi stata revocata la medaglia di bronzo. La squalifica gli ha impedito la partecipazione ai Giochi olimpici di Tokyo 2020.

## Palmarès
- Europei

Kaspijsk 2018: argento nei 74 kg.
Bucarest 2019: argento nei 74 kg.
- Giochi della Francofonia

Nizza 2013: oro nei 74 kg.
- Mondiali militari

Mosca 2018: bronzo nei 79 kg.